# Skådespelarna (film)
Skådespelarna (franska: Les Amandiers) är en fransk dramakomedifilm från 2022. Filmen är regisserad av Valeria Bruni Tedeschi som även skrivit manus tillsammans med Caroline Deruas-Garrel och Noémie Lvovsky.
Filmen hade biopremiär i Sverige den 31 maj 2024, utgiven av Triart Film.

## Handling
Filmen utspelar sig i slutet av 1980-talet och kretsar kring Stella, Victor, Adèle och Etienne som alla fyller 20 år. De gör antagningsprovet till skådespelarakademin på Théâtre des Amandiers i Nanterre.

## Rollista (i urval)
- Nadia Tereszkiewicz – Stella
- Sofiane Bennacer – Étienne
- Louis Garrel – Patrice Chéreau
- Micha Lescot – Pierre Romans
- Clara Bretheau – Adèle
- Vassili Schneider – Victor
- Eva Danino – Claire